# Ålsrode
Ålsrode is een plaats in de Deense regio Midden-Jutland, gemeente Norddjurs, en telt 217 inwoners (2007).